# Christian August Friedrich Garcke
Christian Friedrich August Garcke (Bräunrode, 25 ottobre 1819 – Berlino, 10 gennaio 1904) è stato un botanico tedesco.

## Biografia
Figlio di un ispettore forestale, Friedrich August Garcke, studiò dal 1840 teologia ad Halle, ma si dedicò, dopo gli esami di stato e di dottorato, allo studio della botanica. Nel 1851 si stabilì a Berlino ove s'impiegò presso il Reale Museo Botanico. Nel 1867 venne chiamato nella Commissione di esame per la Farmaceutica, prese l'abilitazione nel 1869 e nel 1871 fu nominato professore straordinario di Piante medicinali, raggiungendo in breve tempo presso i colleghi la fama di gran conoscitore della vegetazione superiore dell Germania.

## Opera
Nel 1848 comparve la prima parte della sua Flora von Halle e nel 1856 l seconda parte. Già nel 1849 pubblicò la sua opera principale, Flora von Nord und Mitteldeutschland (Flora della Germania del nord e di quella centrale), che venne ampliata con la sua tredicesima edizione del 1878 dal titolo Flora von Deutschland (Flora della Germania) ed illustrata con la 17ª edizione del 1895, denominata Illustrierte Flora von Deutschland. La 23ª ed ultima edizione comparve nel 1972, dopo una lunga pausa che la separa dalla 22ª, uscita nel 1922.
Garcke fu anche coeditore di una molteplicità di trattati di botanica e di versioni migliorate di precedenti opere. Dal 1867 al 1882 fu redattore della rivista Linnæa, che dopo cessò le pubblicazioni.

## Scritti
- (DE)  August Garcke's illustrierte Flora von Deutschland. Zum Gebrauche auf Exkursionen, in Schulen und zum Selbstuntericht. 20., umgearbeitete Auflage. Herausg. von F. Niedenzu. Verlangsbuchhandlung Paul Parey, Berlin 1908.
- (DE)  Illustrierte Flora Deutschland und angrenzende Gebiete. 23., völlig neu gestaltete Ausgabe. Herausg. v. K. von Weihe. Verlag Paul Parey, Berlin und Hamburg 1972. ISBN 3489680340